# Walter Nash
Sir Walter Nash (ur. 11 lutego 1882 w Kidderminster, zm. 4 czerwca 1968 w Wellington) – nowozelandzki polityk, premier kraju w latach 1957–1960.

## Życiorys
Nash przyszedł na świat w biednej rodzinie w Anglii, jego ojciec był alkoholikiem. Z braku środków zakończył edukację już na szkole podstawowej, a następnie zatrudnił się jako pracownik biurowy – początkowo w kancelarii adwokackiej, a potem w fabryce. W 1906 ożenił się i założył sklep. Pogarszające się zdrowie jego żony i syna (córka zmarła zaraz po narodzeniu) oraz coraz mniej korzystne warunki ekonomiczne sprawiały, że interes szedł dość słabo i w 1908 rodzina zdecydowała się na emigrację do Nowej Zelandii.
Po przybyciu do nowej ojczyzny Nash pracował początkowo w firmie krawieckiej, następnie handlował wełną i ubraniami, aż wreszcie razem ze wspólnikiem założył własne przedsiębiorstwo krawieckie. Jego poglądy polityczne i religijne sytuowały go wśród chrześcijańskich socjalistów, co sprawiło, iż w 1918 został członkiem Partii Pracy, a rok później znalazł się w jej władzach krajowych. W 1920 wraz z żoną odwiedził Europę, gdzie wziął udział w szeregu konferencji ruchu socjalistycznego. Przywiózł stamtąd sporo materiałów, co skończyło się dla niego karą grzywny za „import literatury wywrotowej”. 
W 1922 został krajowym sekretarzem Partii Pracy. Szybko zmienił zadłużone ugrupowanie w dobrze funkcjonującą organizację. Część pieniędzy za spłatę starych zobowiązań wysupłał ze swego prywatnego portfela. Kandydował do Izby Reprezentantów w 1925 i 1928, ale udało mu się tam dostać dopiero za trzecim razem, przy okazji wyborów uzupełniających w 1929. W 1935, gdy labourzyści po raz pierwszy utworzyli rząd kierowany przez Michaela Savage'a, stanął na czele resortu finansów. Przypadło mu w udziale zadanie odbudowy nowozelandzkiej gospodarki po wielkim kryzysie. Dokonał m.in. nacjonalizacji Reserve Bank of New Zealand, który stał się faktycznym bankiem centralnym Nowej Zelandii. W polityce społecznej postawił na umiarkowany model lewicowy, rozwijając państwo opiekuńcze, ale odmawiając wprowadzenia zasad kredytu społecznego. 

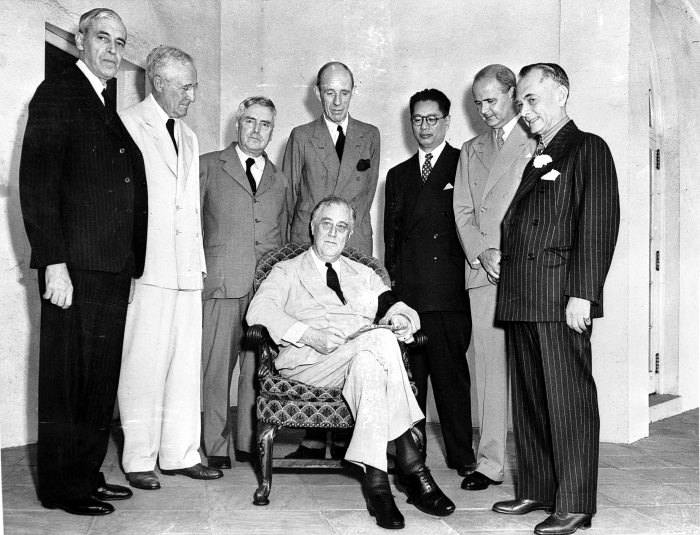
Nash (trzeci od lewej) wraz z innymi uczestnikami posiedzenia Rady Wojennej Pacyfiku, 1942

Po wybuchu II wojny światowej i objęciu władzy przez Petera Frasera Nash – choć wciąż pozostawał ministrem finansów – poświęcił się w dużym stopniu pracy dyplomatycznej, reprezentując Nową Zelandię w USA i biorąc w jej imieniu udział m.in. w posiedzeniach Rady Wojennej Pacyfiku. W 1949 Partia Pracy utraciła w wyborach władzę na rzecz Partii Narodowej, a wkrótce potem zmarł jej lider, były premier Fraser. Nash był jedynym poważnym kandydatem do objęcia przywództwa, które automatycznie oznaczało status lidera opozycji. W 1957 udało mu się doprowadzić swoją partię do wyborczego zwycięstwa, po którym został premierem Nowej Zelandii.
Nowy szef rządu uznał, że zastana przez niego sytuacja gospodarcza jest bardzo zła, przerażał go zwłaszcza bardzo niekorzystny stan bilansu płatniczego, i konieczne są radykalne działania. Powołał na ministra finansów Arnolda Nordmeyera, który przygotował projekt znany obecnie w historiografii jako „czarny budżet”, przewidujący wzrost istniejących podatków i wprowadzenie nowych (m.in. akcyzy na paliwa, papierosy i piwo). W 1960 gabinet Nasha znalazł się w ogniu krytyki z powodu międzynarodowego skandalu, jaki wybuchł, kiedy reprezentacja Nowej Zelandii w rugby – przy biernej postawie rządu – gościła w obłożonej sankcjami z powodu apartheidu Afryce Południowej. Co więcej, na życzenie gospodarzy z drużyny wykluczono graczy pochodzenia maoryskiego. Premier odmówił interwencji w tej sprawie tłumacząc, iż jest to wyłączna sfera kompetencji odpowiedniego związku sportowego.
W 1960 labourzyści przegrali wybory, a Nash znów został liderem opozycji. Rok później owdowiał, zaś jego stan zdrowia stawał się coraz gorszy z powodu podeszłego wieku. Wbrew namowom partyjnych kolegów, oddał władzę w partii dopiero trzy lata później. Do końca życia zachował natomiast mandat parlamentarny. Zmarł w 1968 w wieku 86 lat.

## Odznaczenia
- Krzyż Wielki Orderu św. Michała i św. Jerzego (1965)
- Order Towarzyszy Honoru (1959)
- Medal Srebrnego Jubileuszu Króla Jerzego V (1935)